# Умм-Алькарат
Умм-Алькара́т — дрібний острів в Червоному морі в архіпелазі Дахлак, належить Еритреї, адміністративно відноситься до району Дахлак регіону Семіен-Кей-Бахрі.

## Географія
Розташований за 13 км на схід від острова Харат. Має овальну видовжену з півночі на південь форму. Довжина 900 м, ширина до 260 м. Острів облямований кораловими рифами.